# パルマ湾

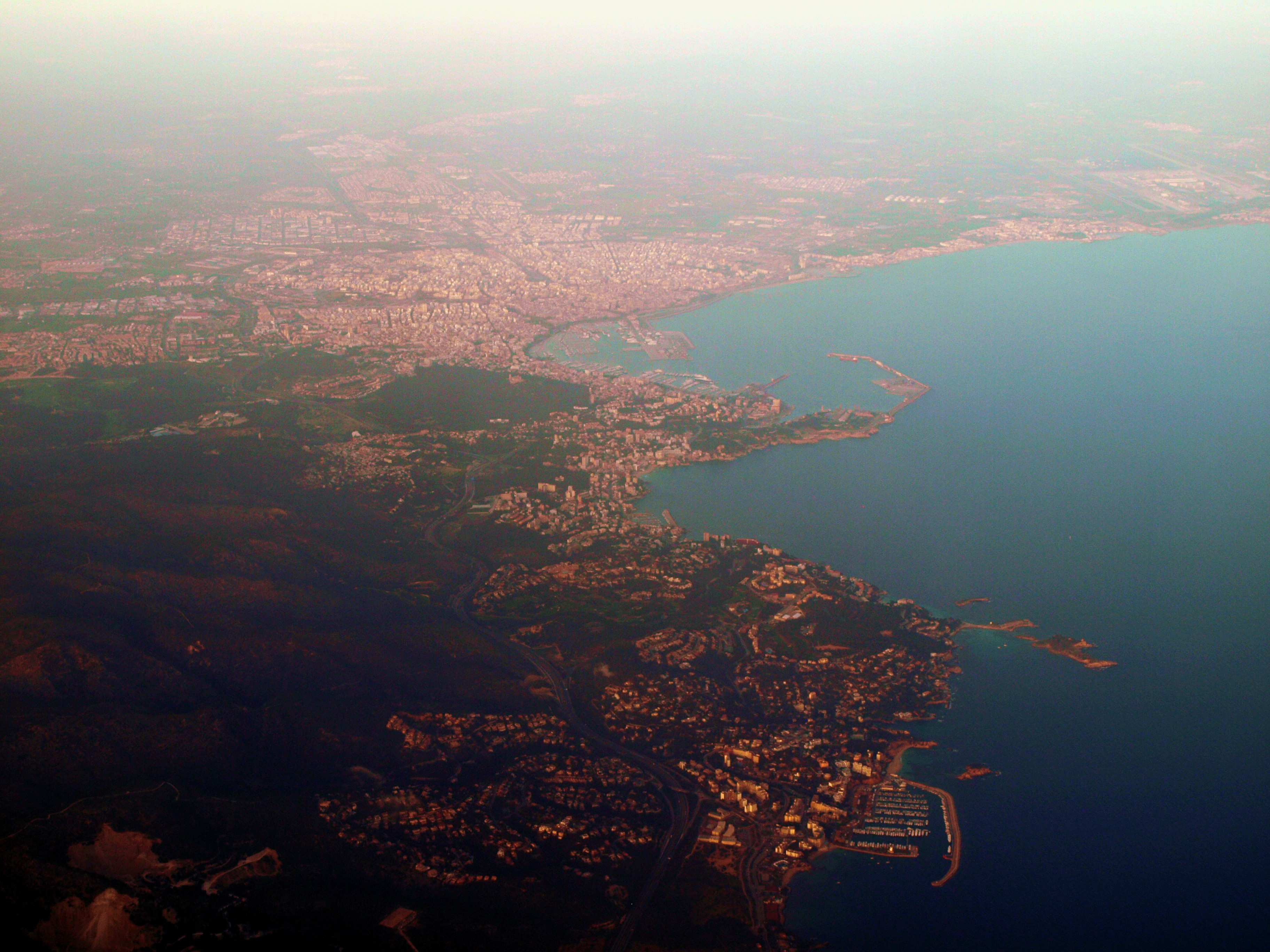
パルマ湾の航空写真

パルマ湾（カタルーニャ語: Badia de Palma, スペイン語: Bahía de Palma）は、スペイン・バレアレス諸島マヨルカ島南西部にある湾。

## 地理
地中海に浮かぶマヨルカ島の主都であるパルマ・デ・マヨルカの南にある湾である。パルマ湾の北岸にはパルマ・デ・マヨルカ港があり、また観光客の多い砂浜海岸がある。西端はカーラ・フィゲラ岬、北端はパルマ・デ・マヨルカ、東端はブランコ岬である。南側は地中海のバレアレス海に続いている。
トラムンタナ山脈の南端部にあるブルゲサ山地はパルマ湾で終了している。

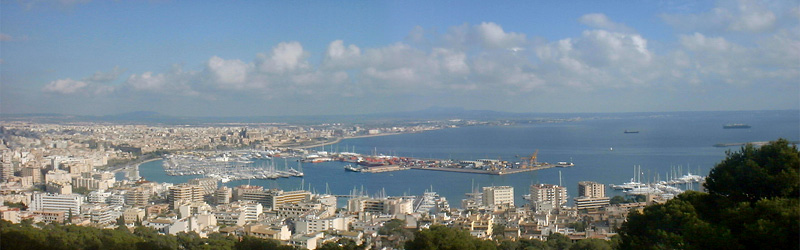
パルマ湾とパルマ・デ・マヨルカ